# 200 (număr)
200 (două sute) este un număr natural precedat de 199 și urmat de 201.

## În matematică
200:
Este un număr abundent.
Este un număr practic.
Este un număr rotund.
Este un număr din șirul Padovan⁠(d), fiind precedat de termenii 86, 114 și 151 (este suma primelor două).
Suma factorilor săi primi este 16.
Este un număr harshad, fiind multiplul sumei cifrelor sale.
Este un număr puternic.
Este un număr semiperfect (pseudoperfect).

## În economie

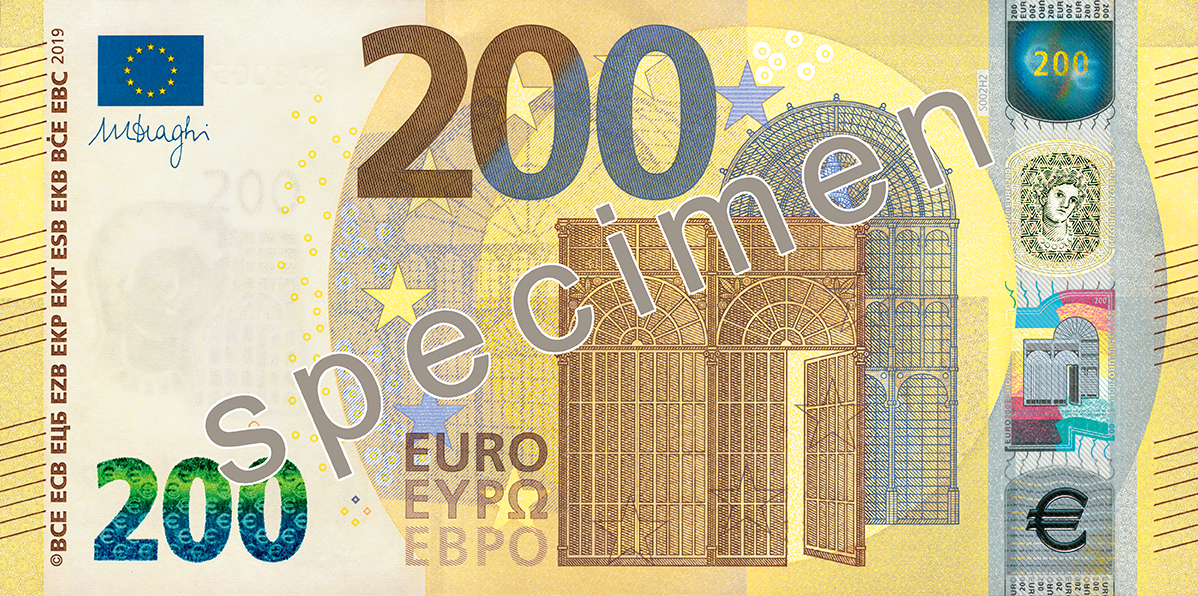
Bancnotă de două sute de euro

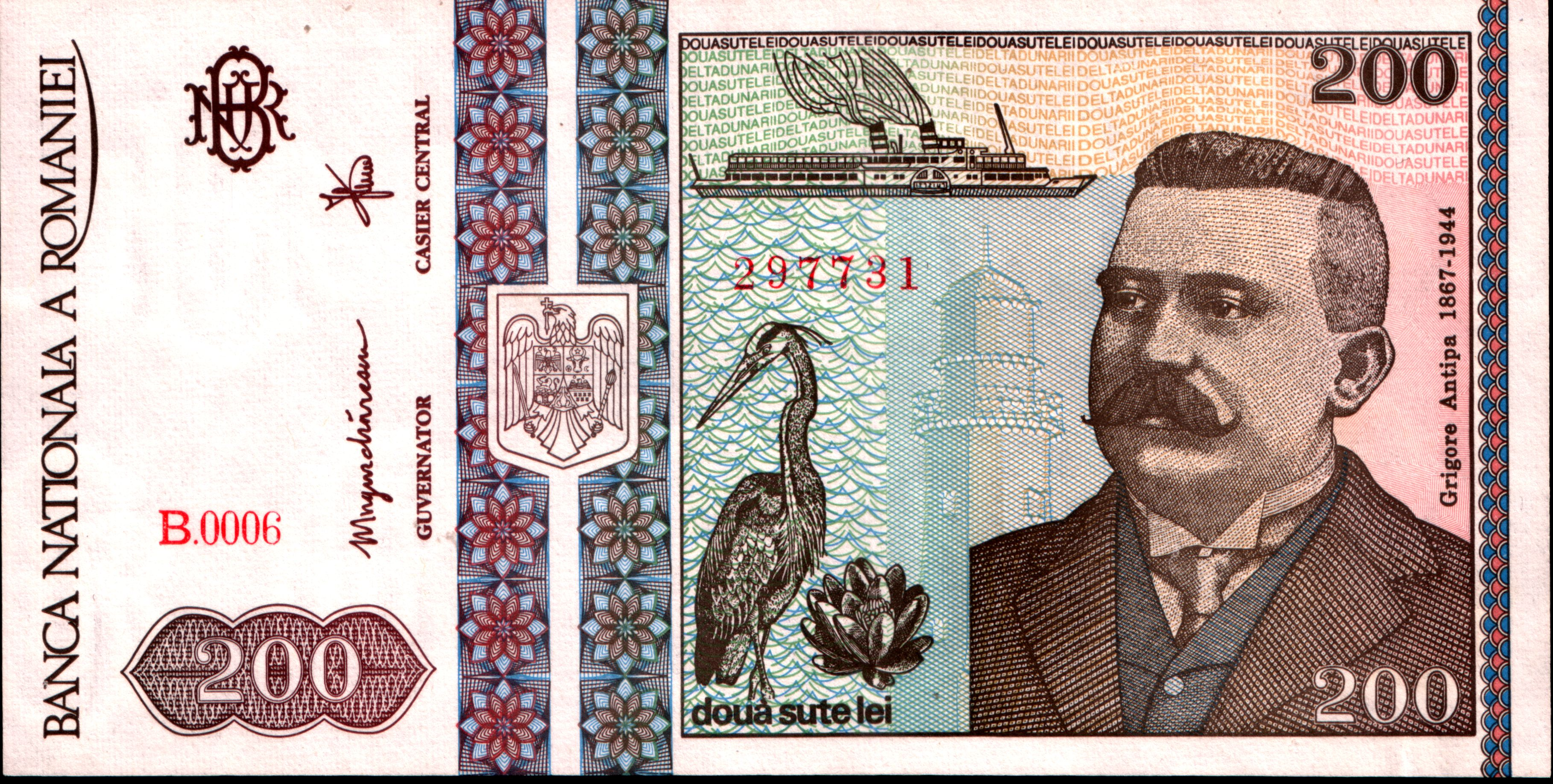
Bancnota de 200 de lei din 1992

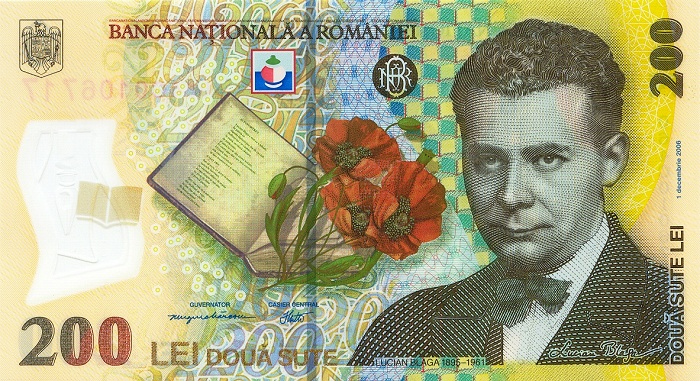
Bancnota de 200 de lei din 2006

Două sute este o bancnotă Euro, moneda oficială a Uniunii Europene.